# 鱗竜類
鱗竜類（りんりゅうるい、Lepidosauria）は爬虫類の一分類群。分類階級は鱗竜亜綱または鱗竜上目とされる。有鱗目（ヘビ、トカゲ、ミミズトカゲ）とムカシトカゲ目が含まれる。有鱗目は9,000種以上にのぼり、現生の爬虫類では群を抜いて最大の多様性を持つ。ムカシトカゲ目はかつて中生代に繁栄し多様性のあるグループであったが、現生種はムカシトカゲ属（トカゲに似た外見でニュージーランドに生息）の2種しかいない。
鱗竜類は単系統群（クレード）であり、有鱗目とムカシトカゲ目の最も近い共通祖先の子孫を全て含む。他の爬虫類とは、重なり合う大きなケラチン質の鱗など、いくつかの形質によって区別される。現生分類群に限れば、鱗竜類は主竜類（鳥類、ワニ類が含まれる）の姉妹群ということができる。カメ類に関しては鱗竜類と主竜類のどちらかにより近縁と考えられるが、未確定である。絶滅分類群を含む場合、主竜類よりも鱗竜類に近縁なグループは、 鱗竜形類として括ることができる。